# Calamaria mecheli
Calamaria mecheli là một loài rắn trong họ Rắn nước. Loài này được Schenkel mô tả khoa học đầu tiên năm 1901.